# District de Saint-Geniez
Le district de Saint-Geniez est une ancienne division territoriale française du département de l'Aveyron de 1790 à 1795.
Il était composé des cantons de Saint Geniez, Espalion, Esteing, Gabriac, Laguiolle, le Neyrac, Saint Chely, Saint Côme et Villecomtal.